# GALA Choruses
The Gay and Lesbian Association of Choruses (GALA Choruses) ist eine internationale Vereinigung von LGBT-Chören. Durch Aufbau des Netzwerks, Workshops, Festivals und administrativer Unterstützung fördert die Vereinigung die kontinuierliche künstlerische und organisatorische Weiterentwicklung der Mitgliedschöre, um durch Lieder die Welt zu verändern.
Die Non-Profit-Organisation ist in den USA beheimatet. In der Vereinigung sind über 120 Chöre mit  mehr als 7.500 Sängern Mitglied. In den Mitgliederchören haben sich noch zusätzlich über 40 kleine Ensembles zusammengeschlossen. Mitglied kann jeder LGBT-Chor oder LGBT-unterstützender Chor werden. Es sind Männer- und Frauenchöre und gemischte Ensembles von fünf bis über 250 Mitglieder dabei, welche eine breite Palette von Stilen vertreten. Die meisten sind in Nordamerika beheimatet, mit weiteren Mitgliedern in Australien und Europa. Neben kleineren jährlichen Workshops und Konferenzen veranstaltet GALA Choruses alle vier Jahre ein großes Festival.

## Geschichte
Bei den ersten Gay Games 1982 in San Francisco trafen sich vierzehn Chöre zum ersten Westküsten-Chorfestival und gründeten das GALA Choruses Network, welches später in GALA Choruses umbenannt wurde.

## Festivals
| Jahr | Stadt                   | Veranstaltungsort                             | Chöre | Teilnehmer |
| ---- | ----------------------- | --------------------------------------------- | ----- | ---------- |
| 1983 | New York City           |                                               | 12    | 1.200      |
| 1986 | Minneapolis (Minnesota) |                                               |       |            |
| 1989 | Seattle                 |                                               |       |            |
| 1992 | Denver (Colorado)       |                                               | 64    | 3.400      |
| 1996 | Tampa                   |                                               | 86    | > 4.700    |
| 2000 | San José (Kalifornien)  |                                               | 140   | > 5.000    |
| 2004 | Montreal                | Place des Arts                                | 163   | > 5.800    |
| 2008 | Miami (Florida)         | Adrienne Arsht Center for the Performing Arts | 134   | < 4.700    |
| 2012 | Denver (Colorado)       |                                               |       |            |

## Relevante Mitglieder (Auswahl)
| Tonträger | Zeitraum  | Chor                                                |
| --------- | --------- | --------------------------------------------------- |
| 23        | 1990–2004 | Turtle Creek Chorale                                |
| 15        | 1981–2005 | San Francisco Gay Men’s Chorus                      |
| 12        | 1991–2004 | Gay Men’s Chorus of Los Angeles                     |
| 12        | 1990–2003 | Seattle Men’s Chorus                                |
| 9         | 1994–2003 | The Women’s Chorus of Dallas                        |
| 8         | 1994–2005 | The Heartland Men’s Chorus                          |
| 7         | 1994–2004 | Boston Gay Men’s Chorus                             |
| 7         | 1984–2003 | New York City Gay Men’s Chorus & Youth Pride Chorus |
| 7         | 1994–2004 | Twin Cities Gay Men’s Chorus                        |
| 5         | 1998–2004 | Cincinnati Men’s Chorus                             |
| 5         | 1994–2001 | Gay Men’s Chorus of Washington, D.C.                |
| 4         | 1998–2005 | Atlanta Gay Men’s Chorus                            |
| 4         | 1998–2004 | London Gay Men’s Chorus                             |
| 4         | 1995–2007 | Portland Gay Men’s Chorus                           |
| 4         | 1993–2001 | The Sydney Gay and Lesbian Choir                    |
| 4         | 1992–2006 | Vancouver Men’s Chorus                              |
|           |           | Anna Crusis Women’s Choir (gegründet 1975)          |
|           |           | Lesbian/Gay Chorus of San Francisco                 |
|           |           | Melbourne Gay and Lesbian Chorus                    |
|           |           | Wisconsin Cream City Chorus                         |